# José Alberto Guadarrama
José Alberto Guadarrama Montecillo (Città del Messico, 8 maggio 1972) è un ex calciatore messicano, di ruolo portiere.

## Carriera

### Club
Ha trascorso l'intera carriera nel campionato messicano.

### Nazionale
Con la nazionale messicana ha preso parte alle Olimpiadi del 1992.